# Kanton Sotteville-lès-Rouen
Der Kanton Sotteville-lès-Rouen ist seit 2015 ein französischer Wahlkreis für die Wahl des Départementrats im Arrondissement Rouen im Département Seine-Maritime in der Region Normandie; sein Bureau centralisateur befindet sich in Sotteville-lès-Rouen.

## Gemeinden
Der Kanton besteht aus zwei Gemeindeteilen mit insgesamt 28.010 Einwohnern (Stand: 1. Januar 2022) auf einer Gesamtfläche von 7,99 km²:
| Gemeinde                    | Einwohner 1. Januar 2022 | Fläche km² | Dichte Einw./km² | Code INSEE | Postleitzahl |
| --------------------------- | ------------------------ | ---------- | ---------------- | ---------- | ------------ |
| Saint-Étienne-du-Rouvray    | 6.640                    | 1,61       | 4.124            | 76575      | 76800        |
| Sotteville-lès-Rouen        | 21.370                   | 6,38       | 3.350            | 76681      | 76300        |
| Kanton Sotteville-lès-Rouen | 28.010                   | 7,99       | 3.506            | 7634       | –            |

1. ↑   Nur der nordwestliche Teil der Gemeinde, der Rest gehört zum Kanton Saint-Étienne-du-Rouvray.
2. ↑   Nur der südöstliche Teil der Gemeinde, der Rest gehört zum Kanton Le Petit-Quevilly.